# Gruene

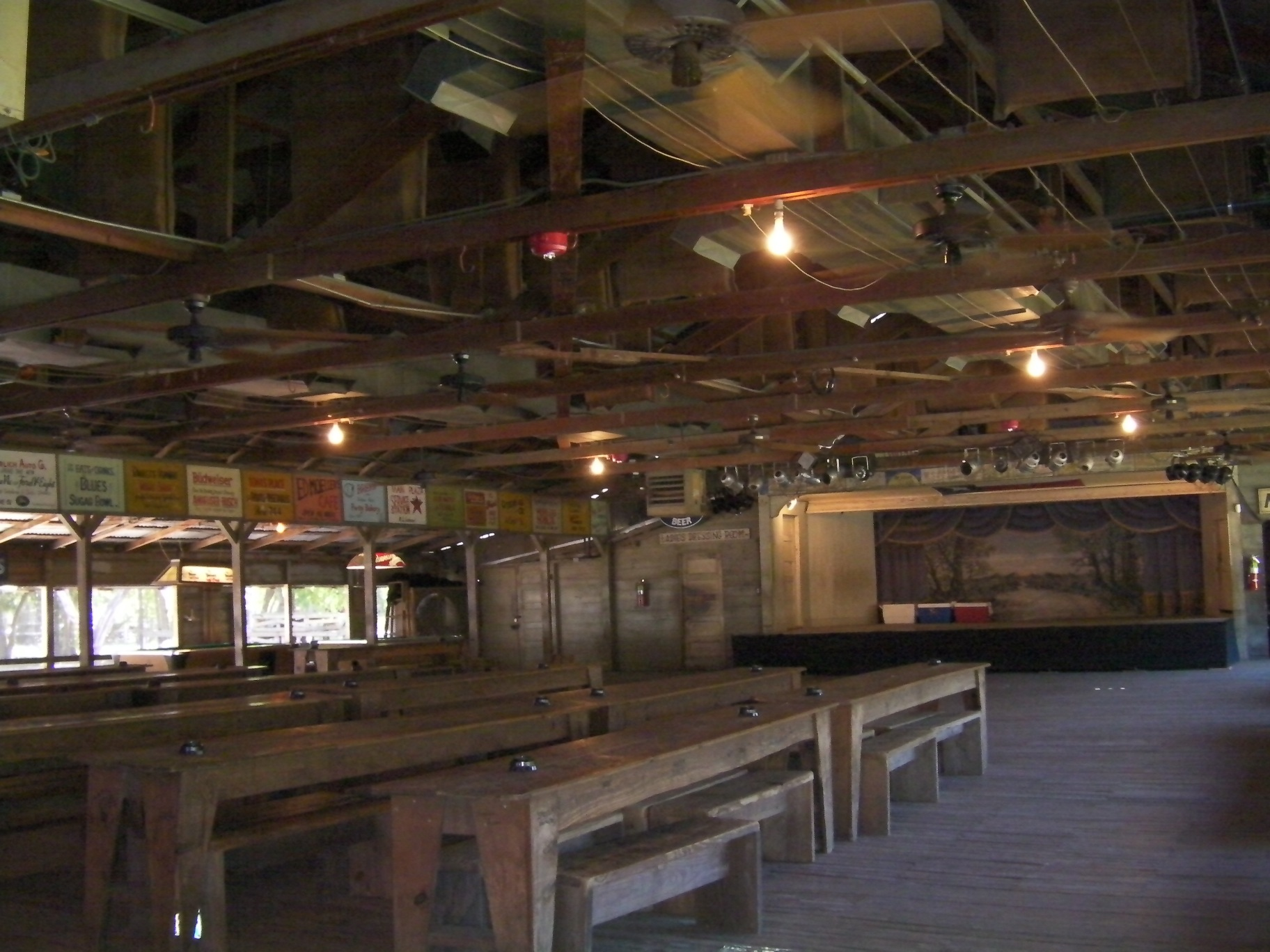
Blick in die Gruene Hall, erbaut 1878

Gruene ist ein zum Historic District ernannter Ortsteil von New Braunfels im US-Bundesstaat Texas. Gegründet wurde das Dorf von den Söhnen der deutschen Siedler Ernst und Antoinette Gruene. Schon im 19. Jahrhundert gab es in Gruene eine Bank, eine Post, eine Schule, eine Tanzhalle für die örtlichen Arbeitskräfte, eine Schrotmühle sowie eine Baumwoll-Entkörnungsmaschine. Zwei Schienenstränge erleichterten das Verladen der Baumwolle.
Die 1878 durch Heinrich D. Gruene erbaute Tanzhalle Gruene Hall ist nach Angaben der Besitzer bis zum heutigen Tag durchgehend in Betrieb und man bezeichnet sie als die „älteste noch genutzte Tanzhalle in Texas“. Auftritte von Willie Nelson, George Strait, Townes Van Zandt, Jerry Jeff Walker, Lyle Lovett, Hal Ketchum, Greg Allman, Tom Gillam  und vieler anderer machten die Gruene Hall legendär. 1996 war sie Schauplatz in dem Film Michael mit John Travolta.
Im Jahr 2019 besuchten ZZ Top den Ort, traten u. a. mit dem Lied La Grange auf und zeigten einige Ausschnitte der Dokumentation That Little ol’ Band from Texas in der berühmten Tanzhalle.

## Ansichten
Historic District

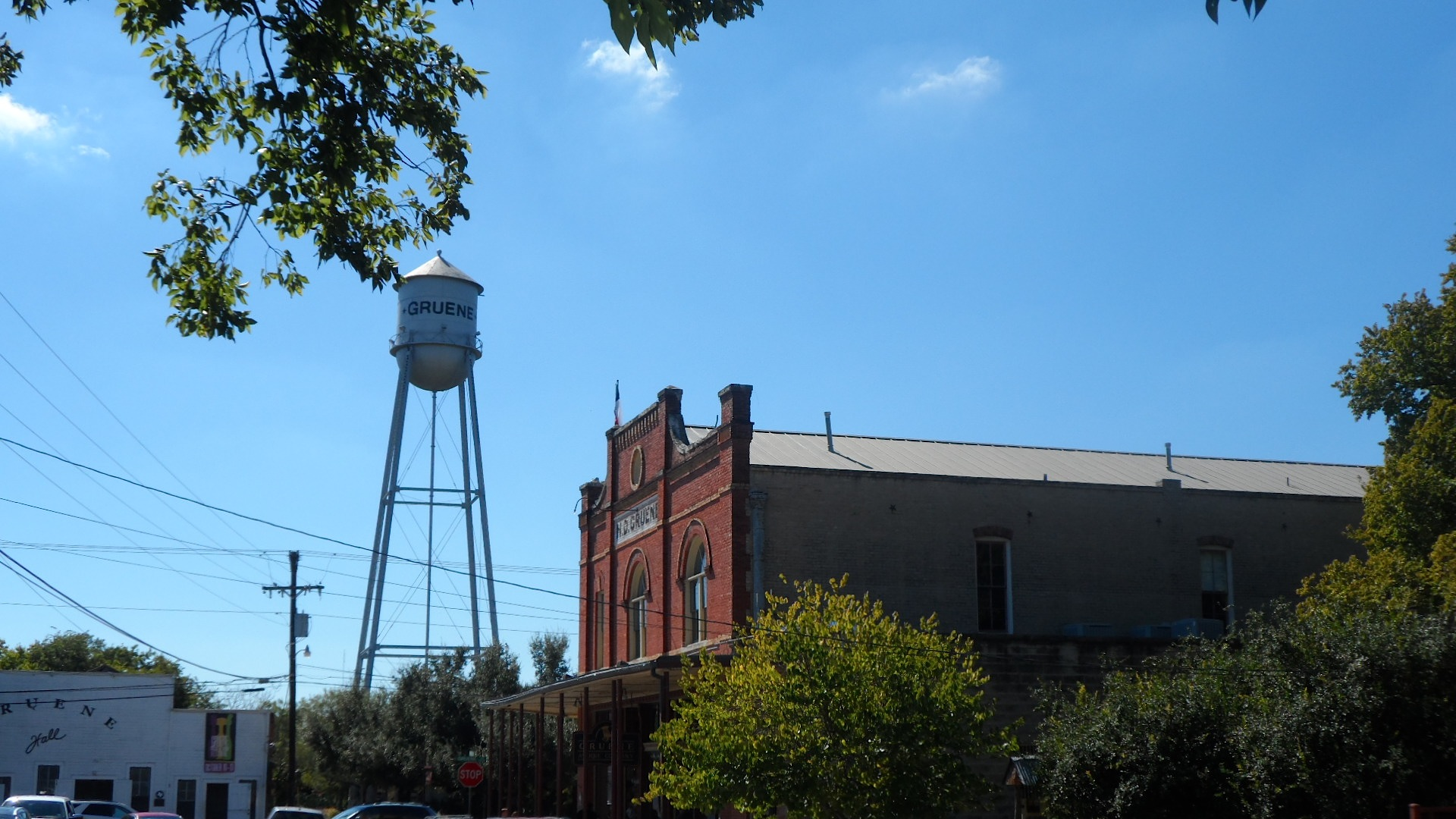
Gruene, Dance Hall links, General Store rechts
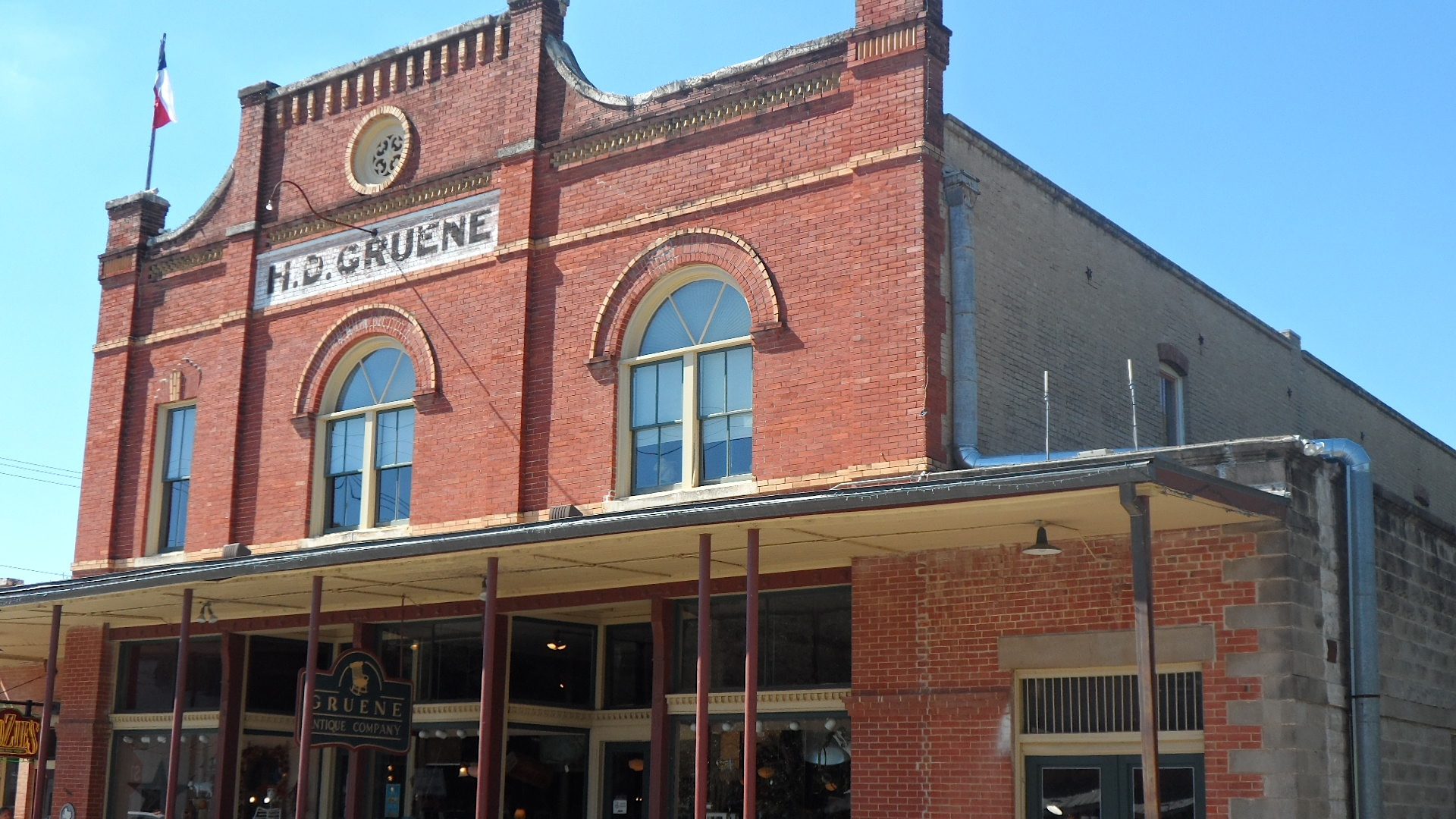
General Store, ehemals Heinrich D. Gruene
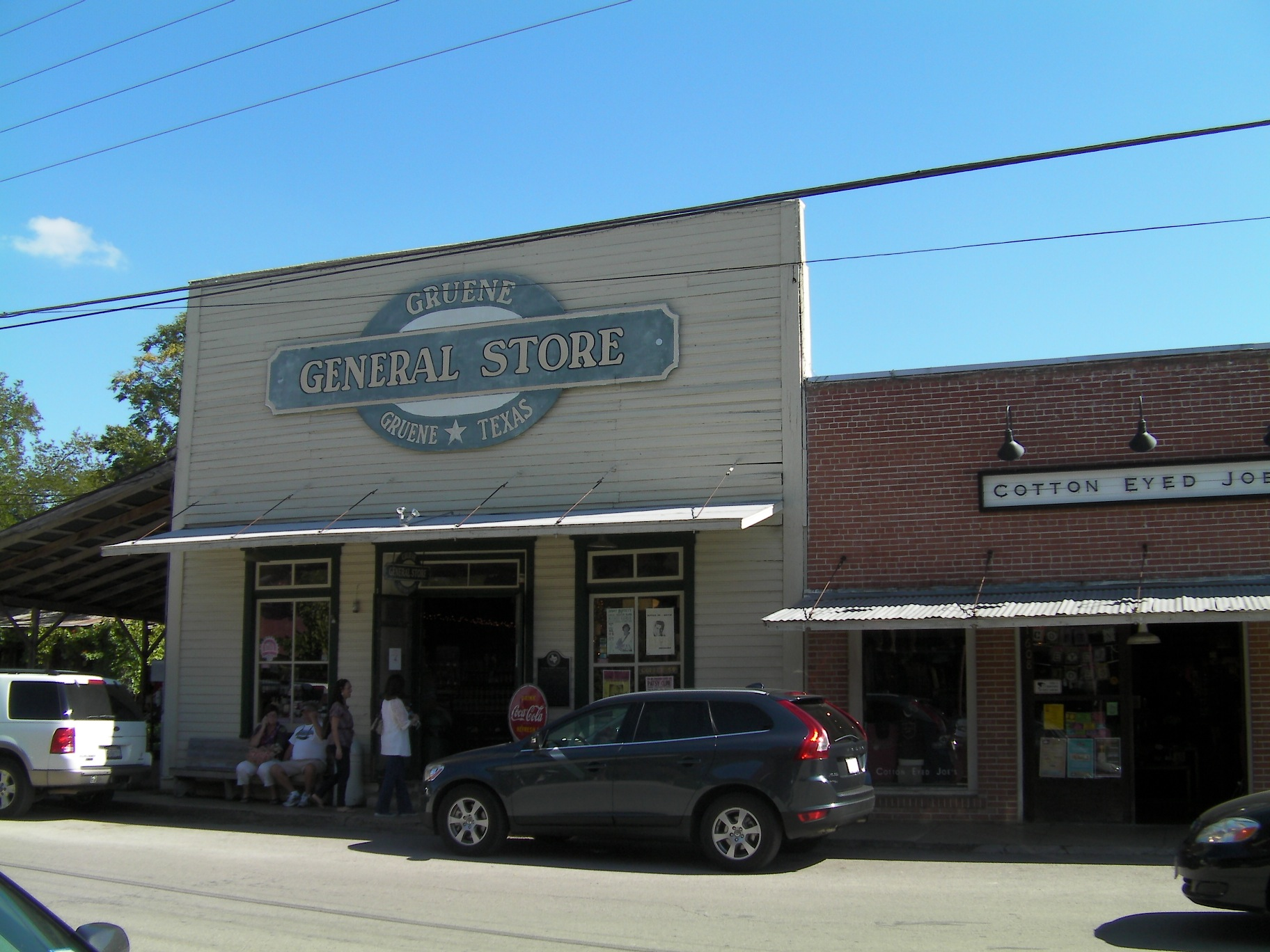
General Store in der Hauptstraße
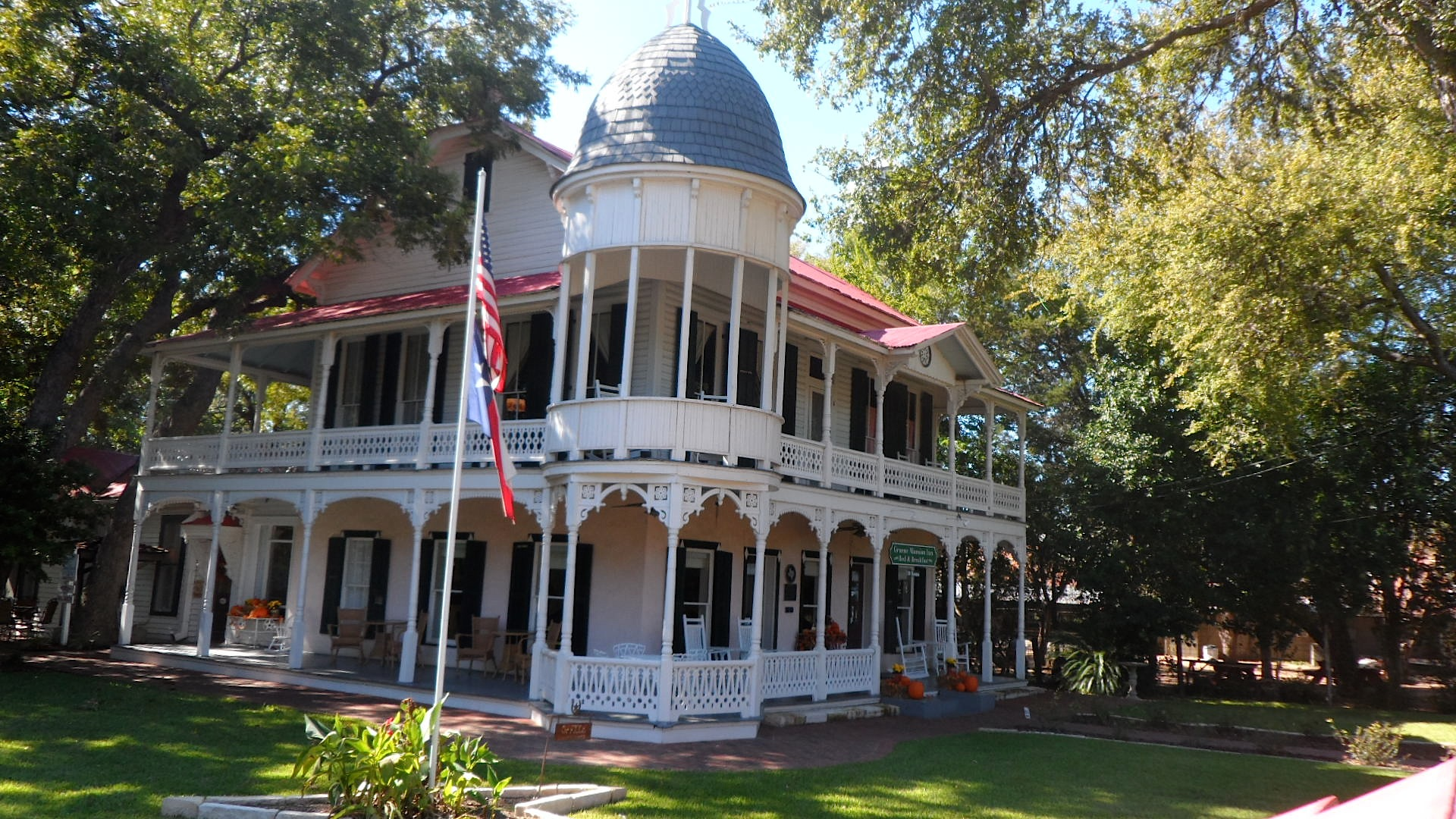
Ehemaliges Wohnhaus der Familie Gruene
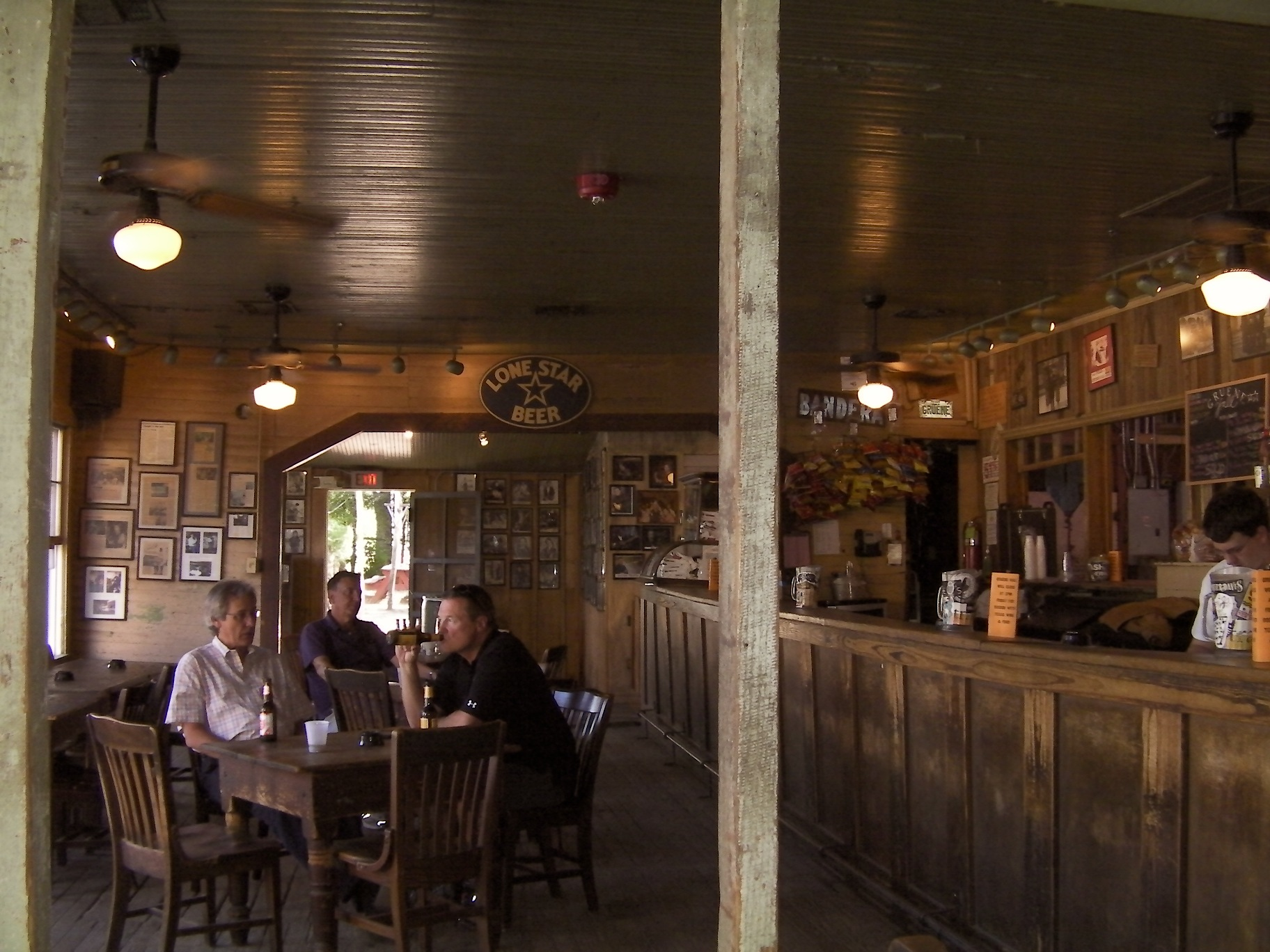
Blick in den Gastraum der Dance Hall